# Serski Las
Serski Las [ˈsɛrski ˈlas] ist ein Dorf in der etwa sieben Kilometer in südöstlicher Richtung liegenden Landgemeinde Płaska im Powiat Augustowski. Der Ort befindet sich in der Woiwodschaft Podlachien im Nordosten Polens auf etwa 150 Metern über dem Meeresspiegel. 
Serski Las liegt etwa zwanzig Kilometer nordöstlich von der Stadt Augustów und in ebenso etwa zwanzig Kilometern Entfernung zur im Osten verlaufenden Landesgrenze Polens mit Litauen und Belarus. Etwa 1,5 Kilometer in östlicher Richtung liegt der See Serwy. Die Forst- und Landwirtschaft sind die Haupteinnahmequellen des Dorfes.